# Астон Мартин Вантидж
Астон Мартин Вантидж е спортен автомобил на Астон Мартин, произвеждан в периода 1972 - 1973 г. Въпреки че Астон Мартин използва названието Вантидж за да обозначи най-мощните версии на моделите си (като например DB4 Вантидж, DB5 Вантидж, DB6 Вантидж и др.), това е самостоятелен модел. Произведени са 71 бройки. Вантидж всъщност е идентичен в много отношения с предшественика си DBS - отличават се главно по модифицирания двигател и визуалната промяна на предната част (два вместо четири фара, друга радиаторна решетка). Причината за промяната на името на модела е в продажбата на Астон Мартин на консорциума Къмпани Дивелъпментс през 1972 г., като новите собственици премахват инициалите на предишния Дейвид Браун (DB) от названията на моделите. Вантидж е последният модел на фирмата с шестцилиндров редови двигател до DB7 от 1994 г.